# إريك كرون (ممثل)
إريك كرون (بالدنماركية: Erik Crone)‏ هو ممثل دنماركي، ولد في 14 سبتمبر 1896 في كوبنهاغن في الدنمارك، وتوفي في 27 مارس 1971.

## وصلات خارجية
- إريك كرون على موقع IMDb (الإنجليزية)